# Diane Tell
Diane Tell, nome artístico de Diane Fortin (Quebec, 24 de dezembro de 1959), é uma cantora e compositora canadense.

## Biografia
Filha de Michel Fortin, médico quebequense e de Gloria Pelletier, professora e teóloga americana, Diane entrou no conservatório aos seis anos para estudar violão com Luis Rebello e depois violão clássico com Marie Prével. Terminou seu aprendizado musical no Cégep de Saint-Laurent com Sam Balderman. Em 1977 ela gravou seu primeiro de quatro álbuns na América do Norte e depois passou a compor todas as músicas antes de se mudar para a França em 1983. Em 1981 Diane Tell foi considerada o fenômeno do ano no Quebec, a primeira artista feminina a conhecer um sucesso efetivo tanto como compositora, tanto como cantora. Na France, a canção Si j'étais un homme teve considerável sucesso.
Em meados da década de 1990, ela compôs canções em francês e inglês para um novo álbum, gravado em Londres. Foi nessa vez que ela conheceu Robbie McIntosh, ex-guitarrista do grupo The Pretenders e do grupo de Paul McCartney, o Wings, com o qual ela iniciou uma profícua colaboração, tanto nos palcos, quanto nos estúdios.
Diane morou em Biarritz, depois no País Basco desde 1988, onde obteve em 1996 seu brevê para voos VFR em monomotores, que lhe permitiram voar à África para a prática de ações humanitárias.
Em 2001, ela voltou aos estúdios, assinando contrato com a BMG, atualmente Sony BMG, para o relançamento de sua discografia e a gravação de um novo álbum em Leon e em Londres, Popeline, com uma equipe de engenheiros de som e músicos dentre os mais respeitados da cena internacional. 
Em 24 de setembro de 2004, Diane Tell casou-se com Pierre Arostéguy, proprietário da Maison Arostéguy, a mais antiga mercearia familiar na França, existente desde 1875. 
Fotógrafa amadora, ela expõe pouco e jamais publicou seus trabalhos. 

## Discografia

### Álbuns de estúdio
- Premier Album (1977)
- Entre Nous (1979)
- En Flèche (1980)
- Chimères (1982)
- On a besoin d'amour (1984)
- Faire à nouveau connaissance (1986)
- Dégriffe-moi (1988)
- La légende de Jimmy (1990) (vários artistas)
- Marilyn Montreuil (1992)
- Désir Plaisir Soupir (1996)
- Popeline (2005)
- Docteur Boris & Mister Vian (2009)
- Rideaux Ouverts (2011)

### Compilações e reedições
- Paris/Montréal - Ses plus belles chansons (1987)
- Collection Or et Double Collection Or  (1992)
- Morceaux Choisis (1993) → Sony Music / COLUMBIA
- Tout de Diane (2003)
- Souvent longtemps énormément - (2007)
- Original Album Classics - (2009)

### Prêmios
- Félix de melhor autor-compositor (1980)
- Félix de melhor estreante (1980)
- Félix de melhor canção, por Si j'étais un homme (1981)
- Félix de melhor álbum, por En Flèche (1981)
- Félix de melhor autor-compositor (1981)
- Félix de cantora do ano (1981)
- Juno Awards cantora do ano (1981)
- Midem Awards cantora do ano (1982)
- Victoire de la musique pelo álbum francófono do ano, com Faire à nouveau connaissance (1986)

### Ao vivo
- 1977 : Estreia no l'Évêché de Montreal
- 1980 : Place des Arts em Montreal
- 1982 : Théâtre Saint-Denis
- 1983 : Olympia de Paris
- 1986 : Olympia de Paris
- 1986 : Le Spectrum de Montréal
- 1989 : Olympia de Paris
- 1990-1991 : (127 apresentações de Légende de Jimmy) Théâtre Mogador em Paris
- 1991-1992 : (180 apresentações de Marilyn Montreuil) Teatro nacional de Chaillot e turnê europeia
- 1996 : Spectrum de Montréal
- 2003 : Palais Royal
- 2003 : FrancoFolies de Montréal no Club Soda de Montréal
- 2003 : Théâtre du Petit Champlain em Québec
- 2005 : FrancoFolies de Montréal no Spectrum
- 2005 : Cabaret Music-Hall em Montréal na turnê En Solo mais pas Single
- 2005 : Grand Théâtre de Québec
- 2006 : Européen de Paris